# Aneulophus
- Commons
- Wikispecies

Aneulophus é um género botânico pertencente à família Erythroxylaceae.

## Espécies
- Aneulophus africanus
- Aneulophus congoensis